# Canidia ochreostictica
Canidia ochreostictica är en skalbaggsart som först beskrevs av Dillon 1956.  Canidia ochreostictica ingår i släktet Canidia och familjen långhorningar. Inga underarter finns listade.